# Spital Interlaken

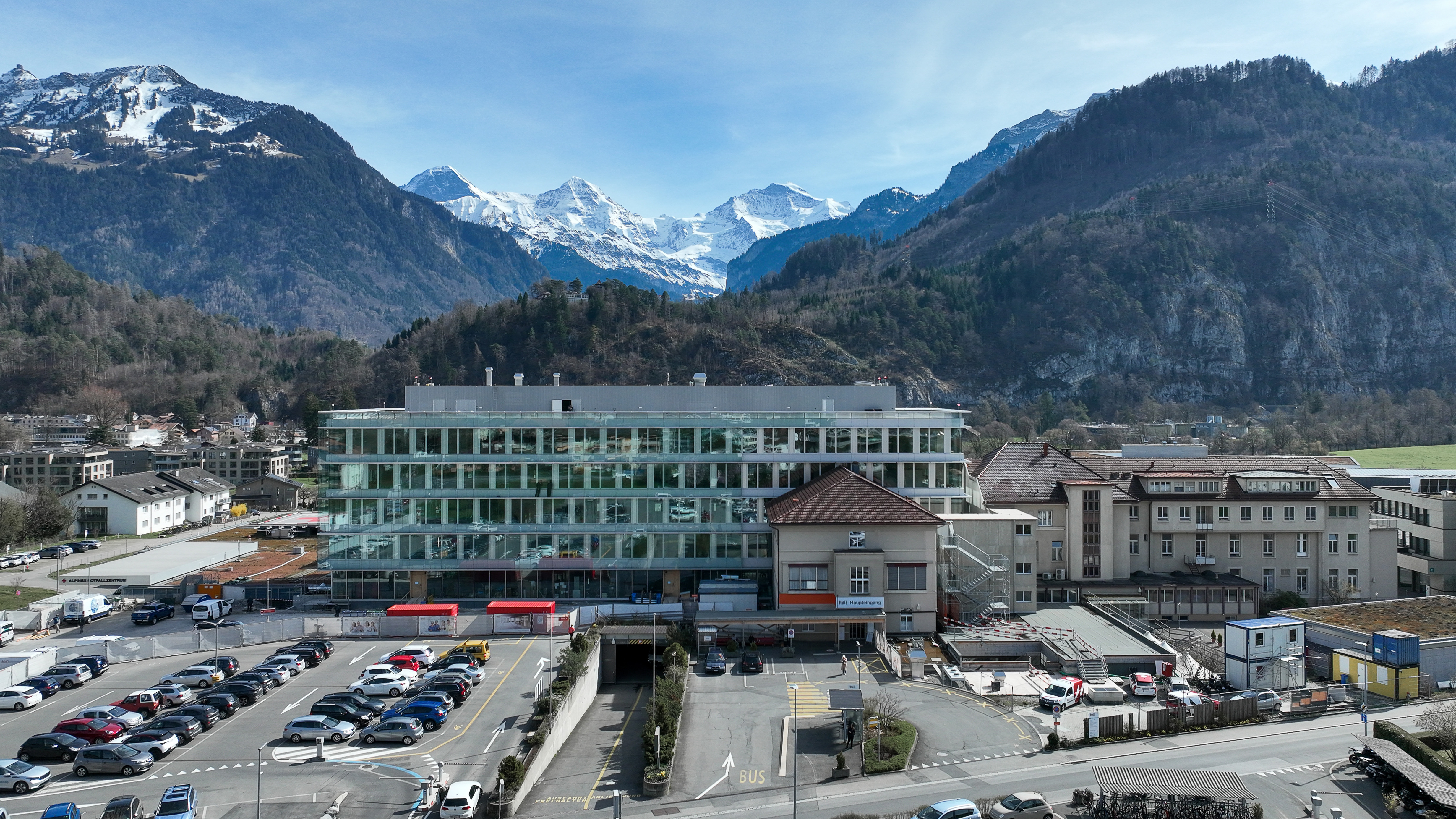
Spital Interlaken-Unterseen 2024

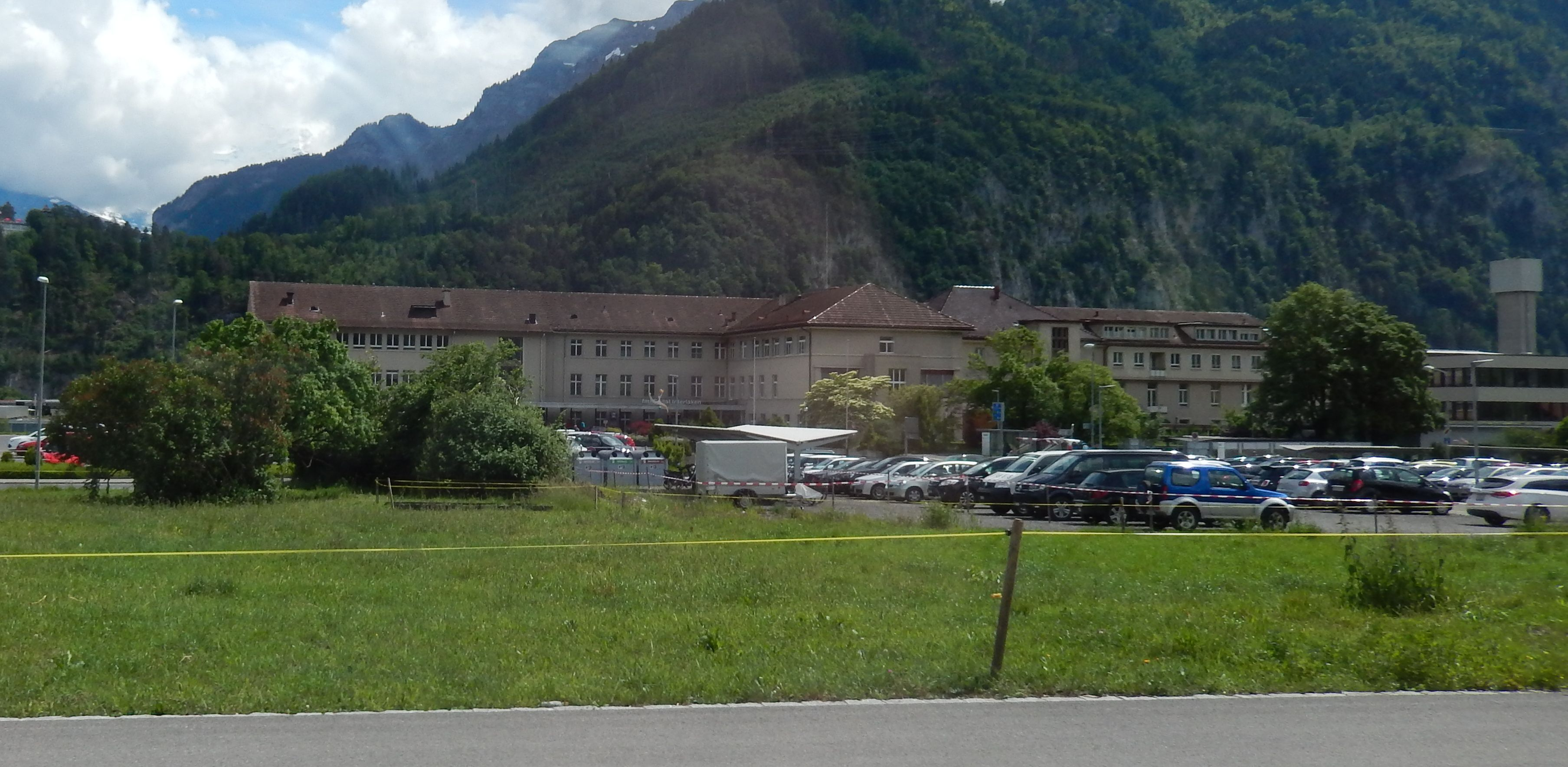
Spital Interlaken-Unterseen 2020

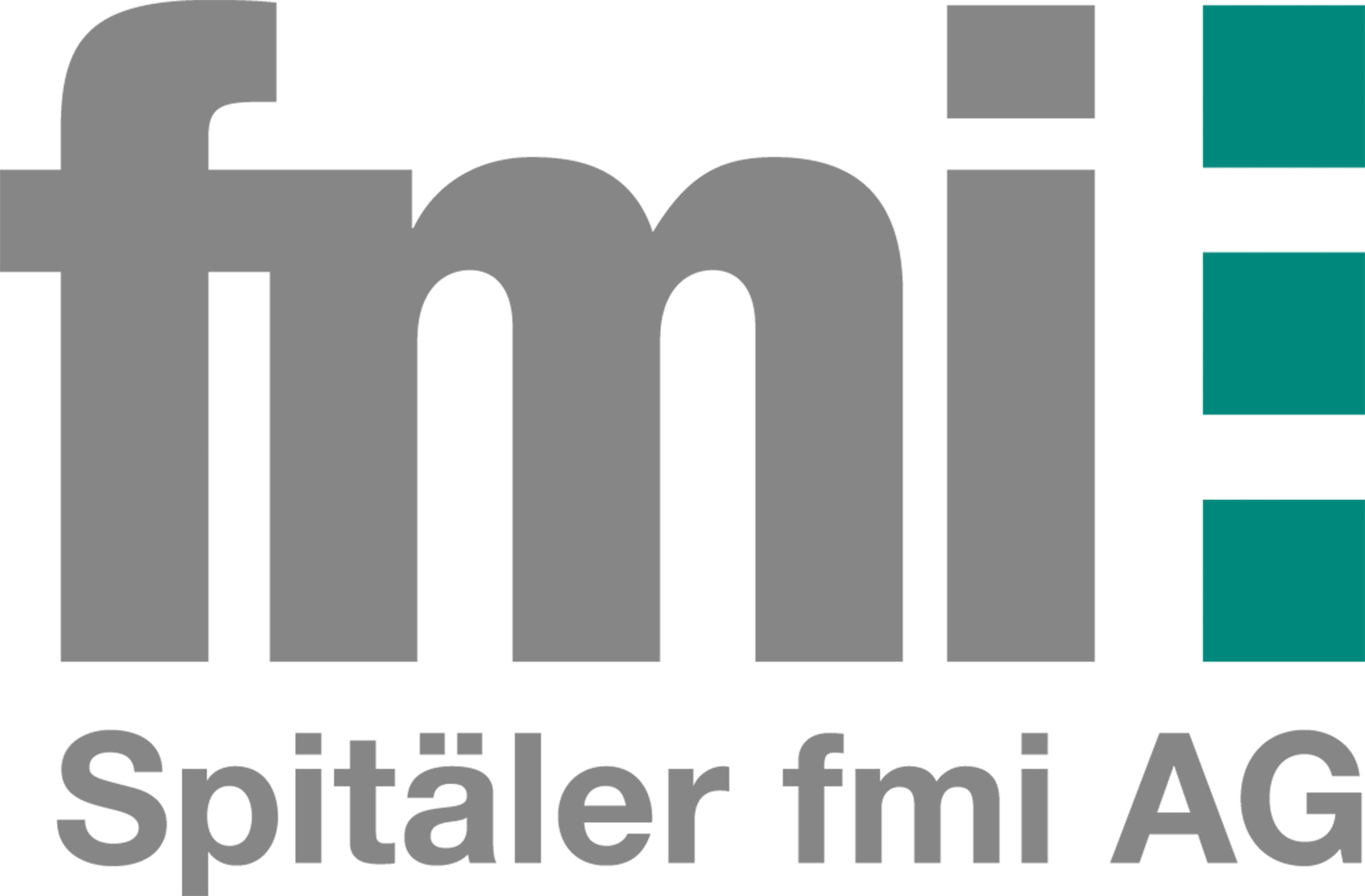
Logo

Das Spital Interlaken ist ein Krankenhaus in Unterseen bei Interlaken in der Schweiz.  Seit 1999 gehört es zur Spitäler Frutigen Meiringen Interlaken AG.

## Geschichte
Nach der Säkularisation des Augustinerklosters, dem heutigen Schloss Interlaken, im Jahr 1532 wurde in den frei gewordenen Räumen ein «Spittel» zur Aufnahme von Bedürftigen und Landstreichern eingerichtet. 1823 richtete man für verunfallte Wildheuer und Holzfäller ein Krankenzimmer mit drei Betten ein, später wurde es im Ostflügel des Schlosses und in angrenzenden Gebäudeteilen auf zehn Betten erweitert.  Zwei Betten waren für den Amtsbezirk Oberhasli reserviert.  Nach und nach wurde so aus dem «Spittel» und einer Unfallstation eine Krankenanstalt. Als einzige im Kanton Bern wurde sie bis Ende 1881 ganz auf Rechnung des bernischen Staates betrieben.
Mit der Abtretung an die Gemeinden des Amtsbezirks wurde sie zur «Bezirkskrankenanstalt». Dies war der Grundstein für die Gründung des Spitalverbandes, dem später alle Gemeinden des Amtsbezirks beitraten. Für die nächsten 122 Jahre behielt diese Regelung im Grundsatz ihre Gültigkeit.
Verschiedene Epidemien wie die Pest von 1669, Typhus, Pocken und Cholera 1855 und der wirtschaftliche Aufschwung, bedingt durch das Aufkommen des Tourismus, führten dazu,  dass man im Jahr 1900 mit der Planung für ein neues Bezirksspital begann. Es sollte in einem nicht zu dicht besiedelten Gebiet liegen, damit man es im Falle von Epidemien isolieren könnte. Die Wahl fiel auf den Mattacker an der Weissenaustrasse in Unterseen. Obwohl der Gemeinderat von Interlaken den Neubau gerne auf eigenem Boden gesehen hätte, entschied sich die ausserordentliche Hauptversammlung am 25. Juni 1900 für den Mattacker in Unterseen als den geeignetsten Bauplatz. Für allfällige Erweiterung der Spitalanlage könnte unmittelbar angrenzend Land hinzugekauft werden.
Die Spitalgehilfinnenschule wurde 1959 in Betrieb genommen. Der erste Kurs der Schule für allgemeine Krankenpflege begann am 1. Mai 1966. 1970 wurde das Spital mit einer Hämodialysestation erweitert. Zwei Jahre später begann man südlich des bestehenden Hauptgebäudes mit dem Bau eines neuen Gebäudetrakts, der am 15. Dezember 1975 eröffnet wurde. 2001 wurde das Magnetresonanztomographie in Betrieb genommen. Ein Jahr später wurde die Stiftung «Spital Interlaken – Interlaken Hospital Foundation» gegründet.

## Medizinisches Angebot
Das Angebot umfasst unter anderem die operativen Kliniken für Ambulatorium, AIDS-Beratung, Anästhesie, Chirurgische Klinik, Diabetesberatung, Diabetologie, Dialyse, Endokrinologie, Ergotherapie, Ernährungsberatung, Familienberatung, Gastroenterologie, Gynäkol./Geburtshilfe, Interdiszipl. Intensivstation, Kardiologie, Labor, Logopädie/SRK, Medizinische Klinik, Med. Trainings-Therapie, Neurologie, Onkologie, Physiotherapie, Pneumologie, Radiologie, Rettungsdienst, Rheumatologie, Schlaf-Sprechstunde und Schmerzmedizin.